# Falling in Love (2NE1)
Falling in Love è un singolo del gruppo musicale sudcoreano 2NE1, pubblicato l'8 luglio 2013.

## Classifiche
| Classifica (2013) | Posizione massima |
| ----------------- | ----------------- |
| Corea del Sud     | 1                 |

## Riconoscimenti
- MTV Iggy's 2013
  - 2013 – Song of the Summer[4]